# Adam Litwiński
Adam Litwiński (ur. 22 grudnia 1893 w Lublinie, zm. 13 września 1939 w Bełżecu) – żołnierz Legionów Polskich, kapitan piechoty Wojska Polskiego i nadkomisarz Policji Państwowej, kawaler Orderu Virtuti Militari.

## Życiorys
Urodził się w rodzinie Tomasza i Konstancji z Wieczorkiewiczów. Absolwent szkoły średniej handlowej. Od 1914 w POW, zagrożony aresztowaniem zgłosił się do Legionów Polskich. Od 2 listopada 1915 żołnierz 2 pułku ułanów Legionów Polskich. Został ranny w bitwie pod Rudką Niżyńską. Następnie w składzie Polskiego Korpusu Posiłkowego. Od 1 lutego 1919 w szeregach odrodzonego Wojska Polskiego w składzie 23 pułku piechoty na stanowisku dowódcy 9 kompanii w 3 batalionie z którym brał udział w walkach na froncie wojny polsko-bolszewickiej. Został dwukrotnie ranny: 15 maja 1920 w bitwie pod Stelmachowem i 23 lipca 1920 w walce pod Murczycami. 
„12 sierpnia 1920 w walkach nad Bugiem mężnym kontratakiem odrzucił zmasowane oddziały kawalerii bolszewickiej i wytrwał aż do nadejścia pomocy. Za tę postawę odznaczony Orderem Virtuti Militari”. 
Po zakończonej wojnie pozostał nadal w 23 pułku piechoty. W stopniu kapitana w DOK nr II, m.in. jako dowódca kompanii w I batalionie 8 pułku piechoty. Od 1928 w KOP na stanowiskach: dowódcy kompanii 8 batalionu KOP „Stołpce” a następnie KOP „Snów”. W lipcu 1935 został zwolniony z zajmowanego stanowiska w KOP i oddany do dyspozycji właściwego dowódcy okręgu korpusu. Z dniem 16 listopada 1935 został delegowany na kurs specjalny dla oficerów WP, przechodzących za zgodą Prezesa Rady Ministrów do służby w Policji Państwowej, a następnie przeniesiony w stan spoczynku. Komendant PP w Kaliszu. Od 1936 w stopniu nadkomisarza.
W czasie kampanii wrześniowej 1939 dowodził oddziałem policjantów w walce z Niemcami. Poległ 13 września w Bełżcu i tam został pochowany.
Adam Litwiński był żonaty z Ireną Bołdok (I voto Korczak-Dąbkowską).

## Ordery i odznaczenia
- Krzyż Srebrny Orderu Wojskowego Virtuti Militari nr 4899[2][4][5][6]
- Krzyż Niepodległości (4 lutego 1932)[7][2]
- Krzyż Walecznych[2]
- Złoty Krzyż Zasługi (27 października 1937)[8][2]
- Medal 10 Rocznicy Wojny Niepodległościowej (Łotwa, 1929)[9]